# Cantonul Le Faouët
Cantonul Le Faouët este un canton din arondismentul Pontivy, departamentul Morbihan, regiunea Bretania, Franța.

## Comune
- Berné
- Le Faouët (reședință)
- Guiscriff
- Lanvénégen
- Meslan
- Priziac